# گوشت دنده با استخوان

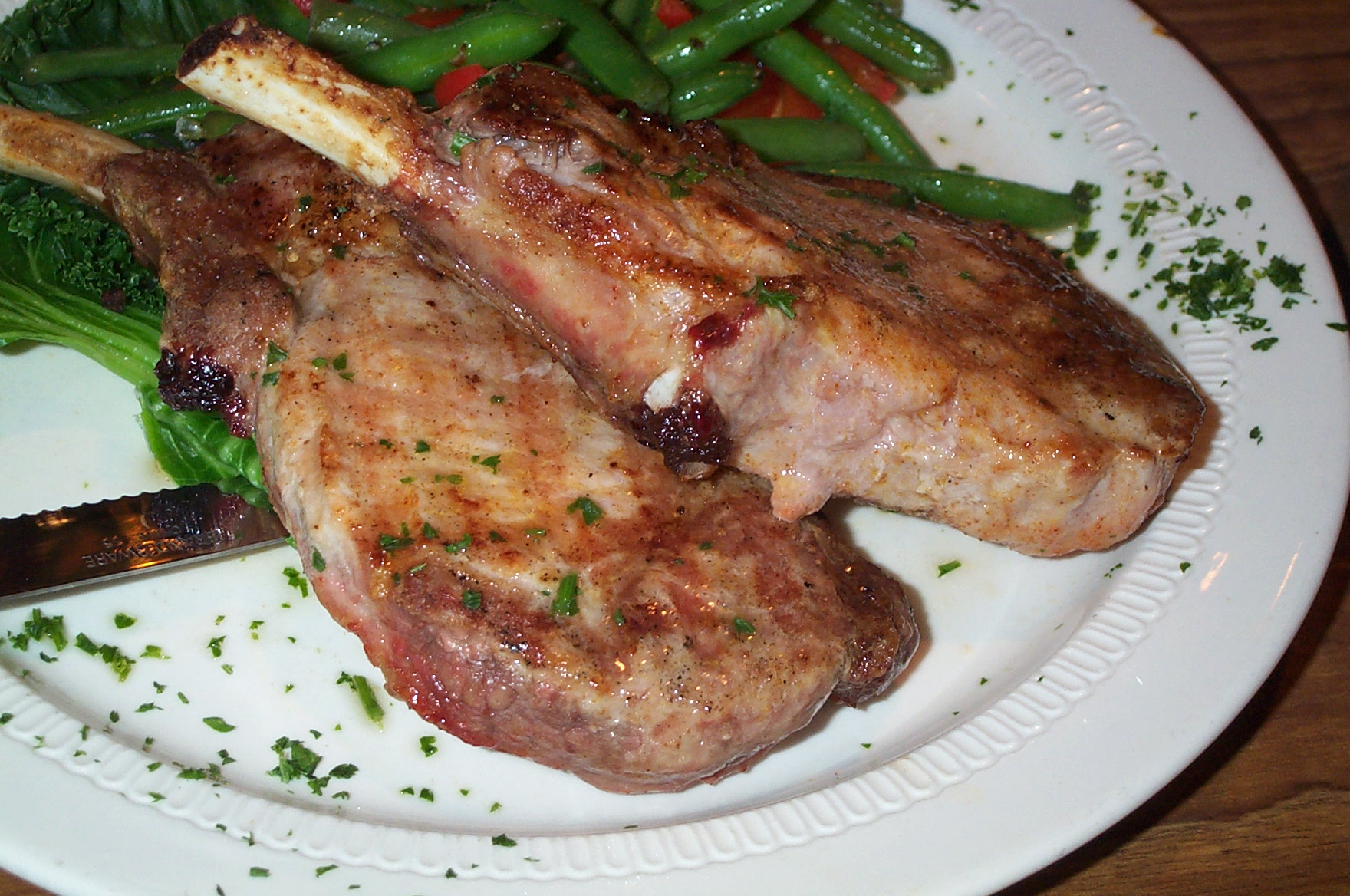
گوشت دنده خوک.

گوشت دنده یا راستهٔ شیشلیکی یا راستهٔ شاندیزی از قسمت‌های پرچربی گوشت است.
گوشت دنده برشی است از گوشت پشت بدن حیوانات که به طور عمودی بریده شده و معمولاً شامل بخشی از دنده نیز می‌شود.
این نوع برش بیشتر در گوشت بره و خوک دیده می‌شود. از گوشت دنده کباب دنده و دیگر خوراک‌ها تهیه می‌شود.